# Оборона (станция)
Оборона — узловая станция Мичуринского региона Юго-Восточной железной дороги. Расположена в поселке Мордово Тамбовской области на однопутной линии Грязи-Поворино. От станции отходит однопутная линия на Эртиль и подъездной путь на Новопокровку.

## Расписание движения

### Поезда дальнего следования
| Круглогодичное обращение поездов | Круглогодичное обращение поездов | Круглогодичное обращение поездов | Круглогодичное обращение поездов |
| № поезда                         | Маршрут движения                 | № поезда                         | Маршрут движения                 |
| -------------------------------- | -------------------------------- | -------------------------------- | -------------------------------- |
| 15                               | Волгоград — Москва               | 16                               | Москва — Волгоград               |
| 89                               | Волгоград — Санкт-Петербург      | 90                               | Санкт-Петербург — Волгоград      |

| Сезонное обращение поездов | Сезонное обращение поездов   | Сезонное обращение поездов | Сезонное обращение поездов   |
| № поезда                   | Маршрут движения             | № поезда                   | Маршрут движения             |
| -------------------------- | ---------------------------- | -------------------------- | ---------------------------- |
| 475                        | Адлер — Москва               | 476                        | Москва — Адлер               |
| 587                        | Имеретинский курорт — Москва | 588                        | Москва — Имеретинский курорт |

### Пригородное движение
| Направление         | Прибытие | Отправление | Прибытие на конечный пункт | Дни следования                                  |
| ------------------- | -------- | ----------- | -------------------------- | ----------------------------------------------- |
| Жердевка — Липецк   | 05:50    | 06:00       | 09:19                      | ежедневно по 22 августа                         |
| Елец — Борисоглебск | 09:41    | 09:56       | 12:48                      | ежедневно ПРОСЛЕДУЕТ ТОЛЬКО ДО СТАНЦИИ ЖЕРДЕВКА |
| Оборона — Эртиль    | -        | ОТМЕНЁН     |                            |                                                 |
| Борисоглебск — Елец | 16:50    | 17:05       | 22:32                      | ежедневно СЛЕДУЕТ ТОЛЬКО ОТ СТАНЦИИ ЖЕРДЕВКА    |
| Липецк — Жердевка   | 19:42    | 19:44       | 20:54                      | ежедневно по 22 августа                         |